# Georg Desmarées
Georg Desmarées nebo Des Marées (29. října 1697, Stockholm – 3. října 1776, Mnichov) byl německý portrétista švédského původu.

## Biografie
Desmarées se narodil v roce 1697 ve Stockholmu ve Švédsku. Byl synem přistěhovalců Jeana Desmaréese a Sary Meijterisové. Malovat ho naučil příbuzný z matčiny strany Martin Meytens (1648–1736), u kterého později pracoval jako asistent. V roce 1724 pobýval v Amsterdamu. V následujícím roce navštívil kreslířskou akademii Johanna Daniela Preisslera (1666–1737) v Norimberku. Poté strávil nějaký čas v Benátkách, kde se dále vzdělával u italského rokokového malíře Giovanniho Battisty Piazzetty (cca 1682–1754).
V roce 1731 se oženil s Barbarou Marií Schuhbauerovou a usadil se v Mnichově, kde se stal dvorním malířem. Jeho manželka zemřela v roce 1743.
Až do své smrti v roce 1776 pobýval v Mnichově. Portrét jeho a jedné z jeho dcer je v mnichovské galerii. Další jeho portréty jsou v Augsburku.

## Galerie

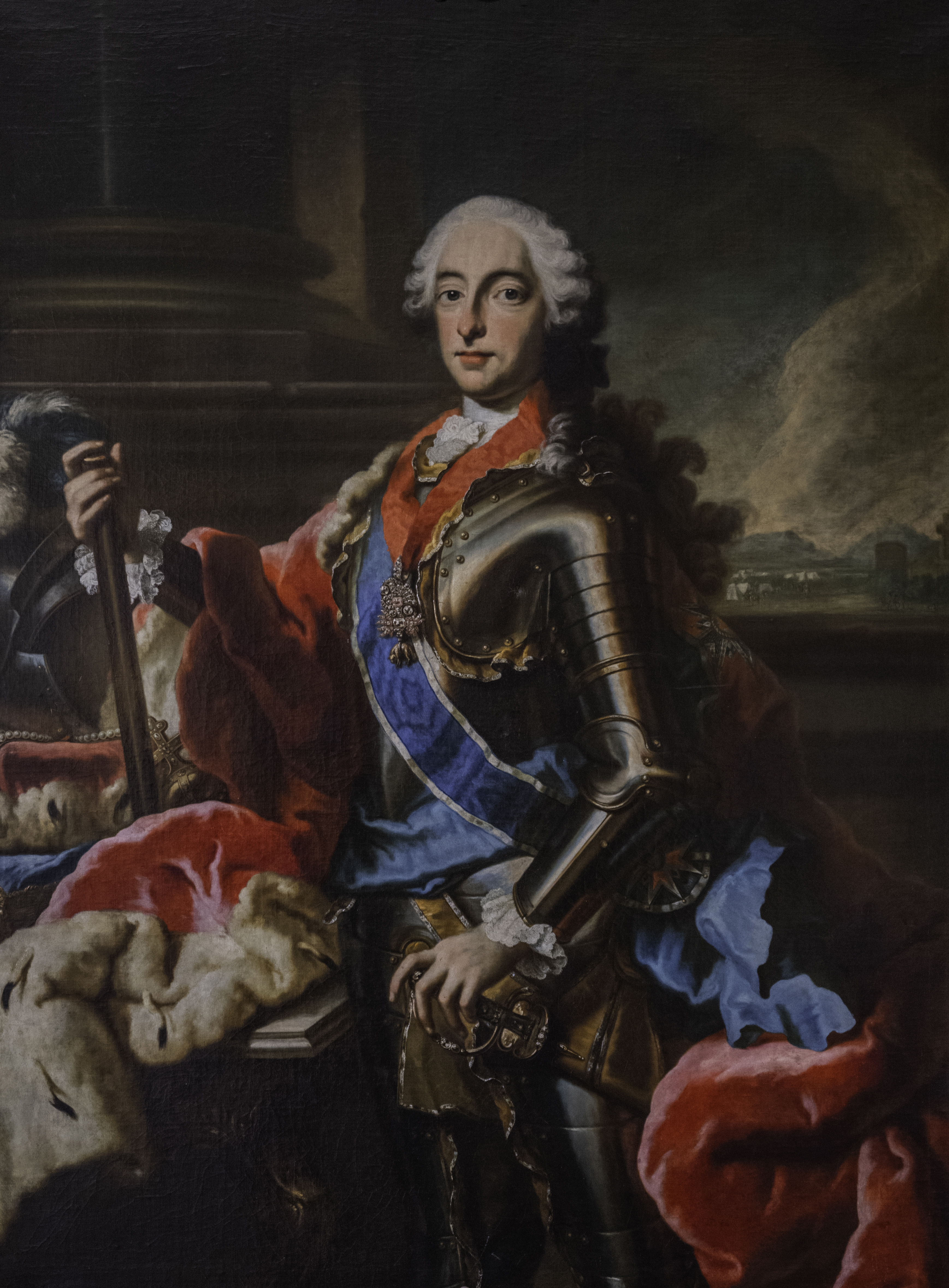
Maxmilián III. Josef, kurfiřt z Bavorska
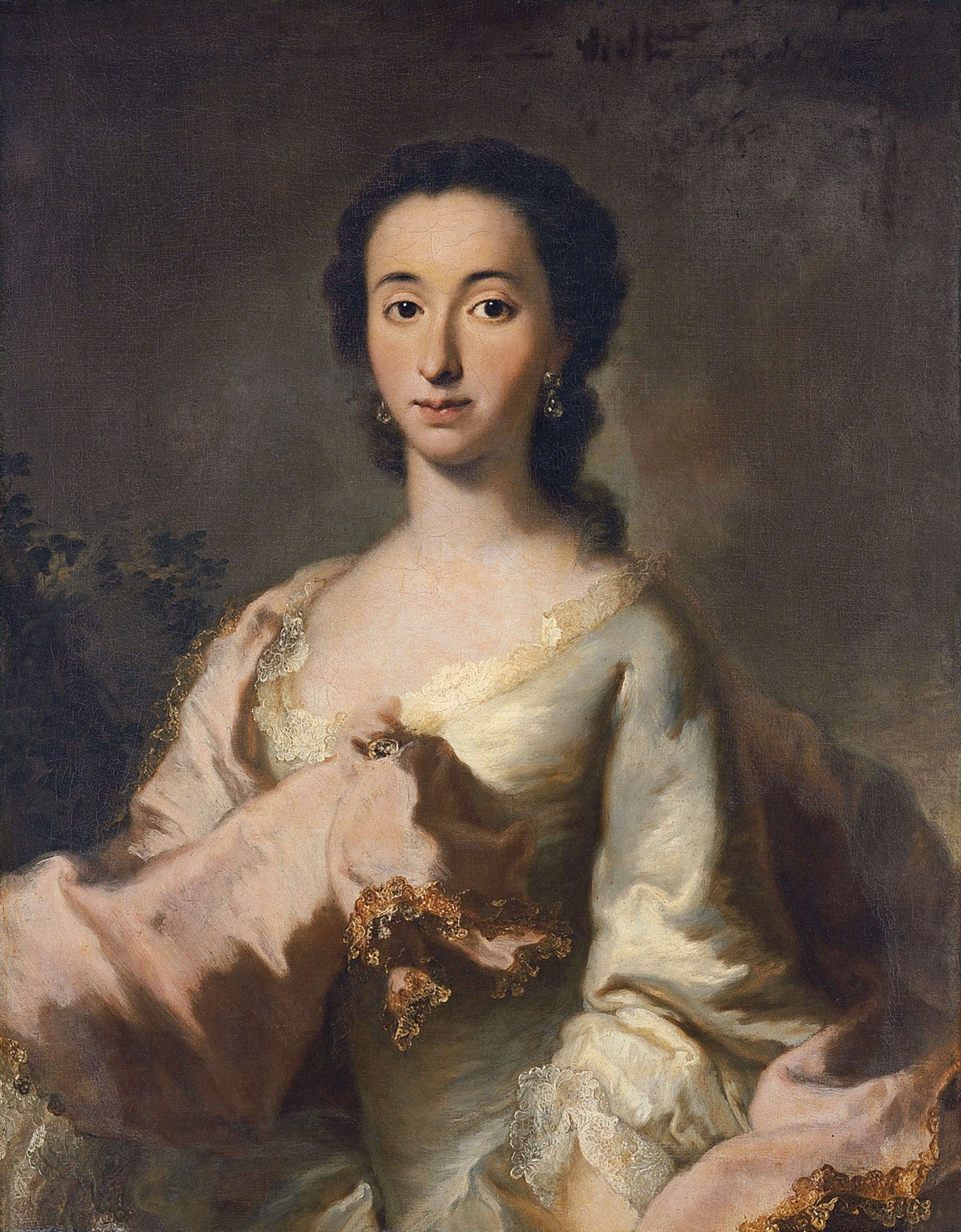
Maria Rosa Walburga von Soyer, 1750, nyní v muzeu Thyssenů-Bornemiszů
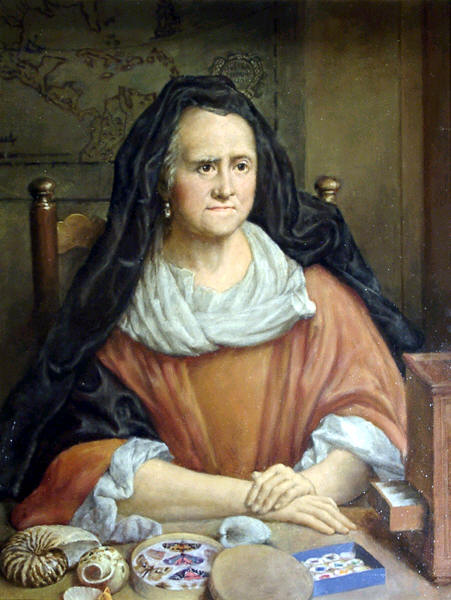
Portrét Esther Barbary von Sandrart